# Alfonso Testa
Alfonso Testa (Borgonovo Val Tidone, 23 febbraio 1784 – Piacenza, 16 giugno 1860) è stato un filosofo e politico italiano.
Nasce a Borgonovo Val Tidone nella nobile famiglia Testa dal giudice Giuseppe e dalla madre N.D. Vittoria Brigidini. Viene battezzato nella Chiesa della Collegiata il 23 febbraio 1784 alla presenza dei genitori e del conte Andrea Arcelli, padrino e parente di Alfonso.  Fu consacrato sacerdote cattolico nel 1807.
Nel giugno 1848, in seguito al passaggio di Piacenza al Piemonte, fu eletto deputato alla prima legislatura del Parlamento Sabaudo, ma si dimise nel novembre dello stesso anno. Nello stesso tempo divenne professore di filosofia nel liceo di Piacenza. Al ritorno dei Borboni 
Rifiutò la cattedra filosofica dell'università di Pisa nel 1849 e preferì lavorare all'università di Parma, divenendone nel 1859 presidente dell'area filosofica.